# Day of Defeat: Source
 (octobre 2019).
Si vous disposez d'ouvrages ou d'articles de référence ou si vous connaissez des sites web de qualité traitant du thème abordé ici, merci de compléter l'article en donnant les références utiles à sa vérifiabilité et en les liant à la section « Notes et références ».
Day of Defeat: Source est la suite de Day of Defeat. Il est appelé aussi par les fans DoD:S ou tout simplement dods. Le jeu est basé sur le moteur graphique de Half-Life 2, appelé Source, ainsi que sur son moteur physique : Havok.
Ce jeu est un jeu payant de l'éditeur Valve. Sa version Source est un « standalone », c'est-à-dire un jeu qui ne nécessite rien d'autre que lui-même pour fonctionner. Il se joue en réseau sous le principe des serveurs. Valve ayant racheté les droits de Day of Defeat, c'est cette société qui s'occupe du développement du jeu comme elle l'avait fait pour le mod Counter-Strike devenu le standalone Counter-Strike: Source.
Day of Defeat est une modification multijoueur totale de Half-Life basée sur la Seconde Guerre mondiale. Day of Defeat: Source met le joueur dans la peau d'un soldat Allié ou de l'Axe aux alentours de 1944, sur le front d'Europe de l'Ouest. Il est ainsi possible de se battre en France, Italie ou Allemagne, par exemple.

## Système de jeu
Day of Defeat est un jeu de tir à la première personne ou first person shooter (FPS) basé sur le principe des classes et le jeu en équipe. À son arrivée dans le jeu, chaque joueur a la possibilité de choisir parmi différents types de soldats. Chaque classe a ses propres capacités et ses propres armes (près de vingt) bien qu'il soit possible pour un joueur de ramasser l'arme d'un soldat mort (ami ou ennemi) en échange de la sienne. Chaque classe a ses avantages et ses inconvénients avec son arme principale généralement complétée par une arme secondaire ou des grenades et une arme de corps à corps. Cette dernière est commune à l'équipe : les soldats de l'Axe ont une pelle, et les Américains un couteau.
L'action oppose l'armée américaine à la Wehrmacht. Pour certains tournois, les matchs se disputent sur une seule carte pendant deux fois vingt minutes.
Le but général d'une partie dépend du niveau, que ce soit de capturer une zone, poser des bombes ou tenir une position. Day Of Defeat dispose de plusieurs cartes officielles ainsi qu'une multitude de cartes faites par la communauté active.
Contrairement à Counter-Strike : Source, on ne doit pas attendre la fin de la partie pour pouvoir rejouer en cas de mort. Un système de compte à rebours de douze secondes s'active à chaque mort d'un joueur. Ainsi, si un joueur meurt alors qu'un de ses coéquipiers est déjà mort, il réapparaîtra en même temps que ce dernier soit au bout des douze secondes. Ce système permet de jouer souvent même si le joueur est de bas niveau et de regrouper quelques coéquipiers. En effet le jeu est basé sur la coopération entre coéquipiers ; dans les cartes de capture de points, il y a souvent des points à prendre à deux, voire trois joueurs. De plus, les coéquipiers sont obligés de se partager les différentes classes. On peut aussi alimenter en munitions un coéquipiers, en particulier la mitrailleuse venant rapidement à court de balles, au vu de la cadence de tir.